# Robert Folz
Robert Folz (Metz, 12 marzo 1910 – Digione, 5 marzo 1996) è stato un medievista francese, specializzato negli studi dell'età carolingia.
Recensore di numerosi scritti in lingua tedesca, nella rivista francofona Revue Historiques ha pubblicato i risultati delle sue ricerche in Germania. Couronnement Impérial de Charlemagne è il suo testo fondamentale.

## Biografia
Nativo in una famiglia di lingua tedesca,  si diplomò al liceo di Metz, e, sulle orme del il padre che era un professore di storia nella scuola secondaria, studiò quest'ultima disciplina, geografia, filologia classica e giurisprudenza nelle università di Nancy e di Strasburgo, frequentando alcuni corsi di Marc Bloch e di Lucien Febvre.
Nel 1933 conseguì l'abilitazione all'insegnamento della storia e delle geografia nelle scuole secondarie francesi. Il primo anno lavorò nelle scuole superiori di Mulhouse e, con interruzioni per motivi di studio e di leva, fu docente al liceo "Fustel de Coulanges" di Strasburgo dal 1935 al 1947.
Per preparare una dissertazione di dottorato sulla vita di Carlo Magno, il cui relatore era Marc Bloch, tra il 1936 e il 1937 si trasferì a Berlino ad esaminare i fondi archivistici dell'Istituto Francese locale, ma, non appena gli Alleati sbarcarono in Nord Africa e parteciparono attivamente alla liberazione dell'Italia e della Francia, interruppe le ricerche per unirsi all'esercito francese, dove prestò servizio dal 26 agosto 1939 al '40, e nuovamente dal'42 al '45. Nel '41, riprese a insegnare per un anno presso il liceo di Orano.
Finita la guerra, discusse la tesi su Carlo Magno e il Medioevo tedesco, ricevendo nel 1949 il dottorato alla Sorbona di Parigi. L'anno successivo divenne professore di Storia Medievale all'Università di Dijon, dove rimase come ordinario dal '52 fino all'86. A partire dal 1968, diresse la Facoltà di Storia per dieci anni, contribuendo con Ernst Kantorowicz a divulgare in Francia la conoscenza della storia medioevale dell'Alemannia e della sua tradizione erudita.
Lavorò ai Monumenta Germaniae Historica, fu membro dell'Akademie der Wissenschaften und der Literatur di Magonza, della British Academy e membro corrispondente dell'Académie des inscriptions et belles-lettres fino al 22 novembre 1956, ricevendo un dottorato honoris causa all'Università di Magonza.
 
Nel dopoguerra fu decorato con la Medal of Freedom americana, cui seguì la Legion d'onore francese nel 1979.
È il padre di Jean-Martin Folz, uomo d'affari e presidente della Peugeot-Citroën dal 1997 al 2007.
Morì il 5 marzo 1966 a Dijon.